# Nováčany
Nováčany – wieś (obec) na Słowacji położona w kraju koszyckim, w powiecie Koszyce-okolice. Pierwsze wzmianki o miejscowości pochodzą z roku 1322. 
Według danych z dnia 31 grudnia 2012, wieś zamieszkiwało 725 osób, w tym 366 kobiet i 359 mężczyzn.
W 2001 roku rozkład populacji względem narodowości i przynależności etnicznej wyglądał następująco:
- Słowacy – 95,43%
- Czesi – 0,15%
- Romowie – 1,52%
- Rusini – 0,15%
- Ukraińcy – 0,15%
- Węgrzy – 0,91%

Ze względu na wyznawaną religię struktura mieszkańców kształtowała się w 2001 roku następująco:
- Katolicy rzymscy – 89,95%
- Grekokatolicy – 0,91%
- Ewangelicy – 0,46%
- Ateiści – 6,85%
- Nie podano – 1,67%